# Монти-Апразивел
Монти-Апразивел (порт. Monte Aprazível)  —  муниципалитет в Бразилии, входит в штат Сан-Паулу. Составная часть мезорегиона Сан-Жозе-ду-Риу-Прету. Входит в экономико-статистический  микрорегион Ньяндеара. Население составляет 19 085 человек на 2006 год. Занимает площадь 482,934 км². Плотность населения — 39,5 чел./км².

## История
Город основан 11 марта 1929 года.

## Статистика
- Валовой внутренний продукт на 2003 составляет 207.548.611,00 реалов (данные: Бразильский институт географии и статистики).
- Валовой внутренний продукт на душу населения на 2003 составляет 11.053,34 реалов (данные: Бразильский институт географии и статистики).
- Индекс развития человеческого потенциала на 2000 составляет 0,808 (данные: Программа развития ООН).

## География
Климат местности: тропический. В соответствии с классификацией Кёппена, климат относится к категории Aw.